# Alberto Rodas
Alberto Rodas (Fernando de la Mora, 4 de enero de 1964) es un cantautor paraguayo de extensa trayectoria; representante del movimiento "Nuevo Cancionero del Paraguay", del rock paraguayo, y de la música de protesta de dicho país.

## Biografía
Es hijo de Juan González Cristaldo, sindicalista de transporte público, quien fue exiliado a Buenos Aires. A los 12 años, toma como principal ejemplo a León Gieco, por su formas de interpretar la música y la poesía, y por el estilo bob-dylanesco de la guitarra y la armónica. A los 15 años forma con sus amigos su primera banda de rock & roll, participando entre 1983 y 1984 en la mayoría de los festivales de la época.
Participó con Rolando Chaparro en los festivales universitarios donde se forma el movimiento que movilizó a la gente contra la dictadura de Alfredo Stroessner, conociendo de esta forma, a los artistas del "Nuevo Cancionero". Durante estos años compuso y cantó en vivo muchas canciones que no se grabaron y que se hicieron en forma manual. Estos obras se filmaron de forma casera y actualmente están en proceso de recopilación junto a otras obras.
Compartió escenario con grandes figuras de la música como Ricardo Flecha, Víctor Heredia, Silvio Rodríguez Domínguez, Rolando Chaparro y Los Corales. Participó en múltiples eventos y actos por la defensa de las libertades, la justicia y la democracia, así como la preservación de la memoria e historia del pueblo paraguayo.

## Obras
- Donde están los desaparecidos
- Tiranosaurios
- Pastizales de Caín (dedicada a Enrique Galeano)
- Tu vaso Orlando (tributo a Orlando Amarilla)
- Pequeño Adrián

## Discografía
- Torres de Babel (1986)
- Testimonio (1988)
- Utópico (1989)
- Calle pe (1990)
- Escobas Voladoras (1991)
- Dominios de la Pasión (1993) (Reaparecido y reeditado en el 2005)
- Sobrevivir, en vivo en el Centro Paraguayo Japonés (2003)
- Globo Feroz (2004)
- Demodrástico (2006)
- Alas y Cadenas (2007)
- 20 años de Rockanrolarte (2008)

## Eventos
- Actos en memoria de las víctimas del Incendio del supermercado Ycuá Bolaños.
- Concierto por la Vida y la Memoria. Con Víctor Heredia, Ricardo Flecha y otros.
- 1.er Concierto de Silvio Rodríguez en Paraguay.

## Frases
- Tenemos que ser más duros
- http://lapaginadeaguara.blogspot.com/2007/09/tenemos-que-ser-ms-duros.html